# Катернога Мусій Тимофійович
Мусій Тимофійович Катернога (нар. 8 (21) квітня 1912, с. Мошурів — 19 грудня 1998, Київ) — український архітектор, кандидат архітектури (1949).

## Біографія
Народився у 1912 році в селі Мошуреві (тепер Тальнівського району Черкаської області). У 1940 закінчив архітектурний факультет Київського художнього інституту, де вчився у В. Кричевського, В. Заболотного. Працював в проектних установах Києва.
У 1960–1991 роках — викладач Київського художнього інституту, з 1969 року — професор.
Жив у Києві. Помер в 1998 році.

Могила Мусія Катерноги

Похований на Міському кладовищі «Берківці» (ділянка № 114).

## Творчість
Роботи:
- комплекс гідротехнічних споруд у Запоріжжі (1951–1952),
- забудова і декоративно-кольорове рішення Нової Каховки (у співавторстві з художником Г. Довженком, 1954—1955),
- автор архітектурної частини пам'ятників Д. Мануїльському (скульптор М. Вронський, 1965) та С. Косіору (у співавторстві з архітектором O. E. Вересовим, скульптор І. Макогон, 1970) у Києві.

Катернога — автор наукових досліджень з питань проектування громадських та житлових споруд.